# 栎之战
栎之战，公元前562年（周灵王十年，鲁襄公十一年，晋悼公十一年，秦景公十五年），在秦晋交兵中，秦国趁晋国征伐郑国时，进攻晋国的作战。
前562年冬，晋悼公、楚共王争夺郑国之时，秦景公派庶长鲍、庶长武率军伐晋救郑。庶长鲍先入晋国西南部，士鲂抵御。十二月初五日，庶长武自辅氏（今陕西省大荔县东）渡河，与庶长鲍联合伐晋。十二月十二日，秦、晋在栎地（今山西省永济市西）交战，因为轻视秦国，晋军战败。